# Connettore RCA
Il connettore RCA, conosciuto anche come connettore phono o connettore cinch, è un tipo di connettore elettrico usato per trasportare segnali audio o video in bassissima tensione. Il nome deriva dall'azienda RCA che lo progettò negli anni quaranta.
Negli anni cinquanta, man mano che gli impianti audio domestici ad alta fedeltà diventavano sempre più popolari, il connettore RCA cominciò a sostituire il connettore Jack e DIN nella componentistica audio.

## Descrizione

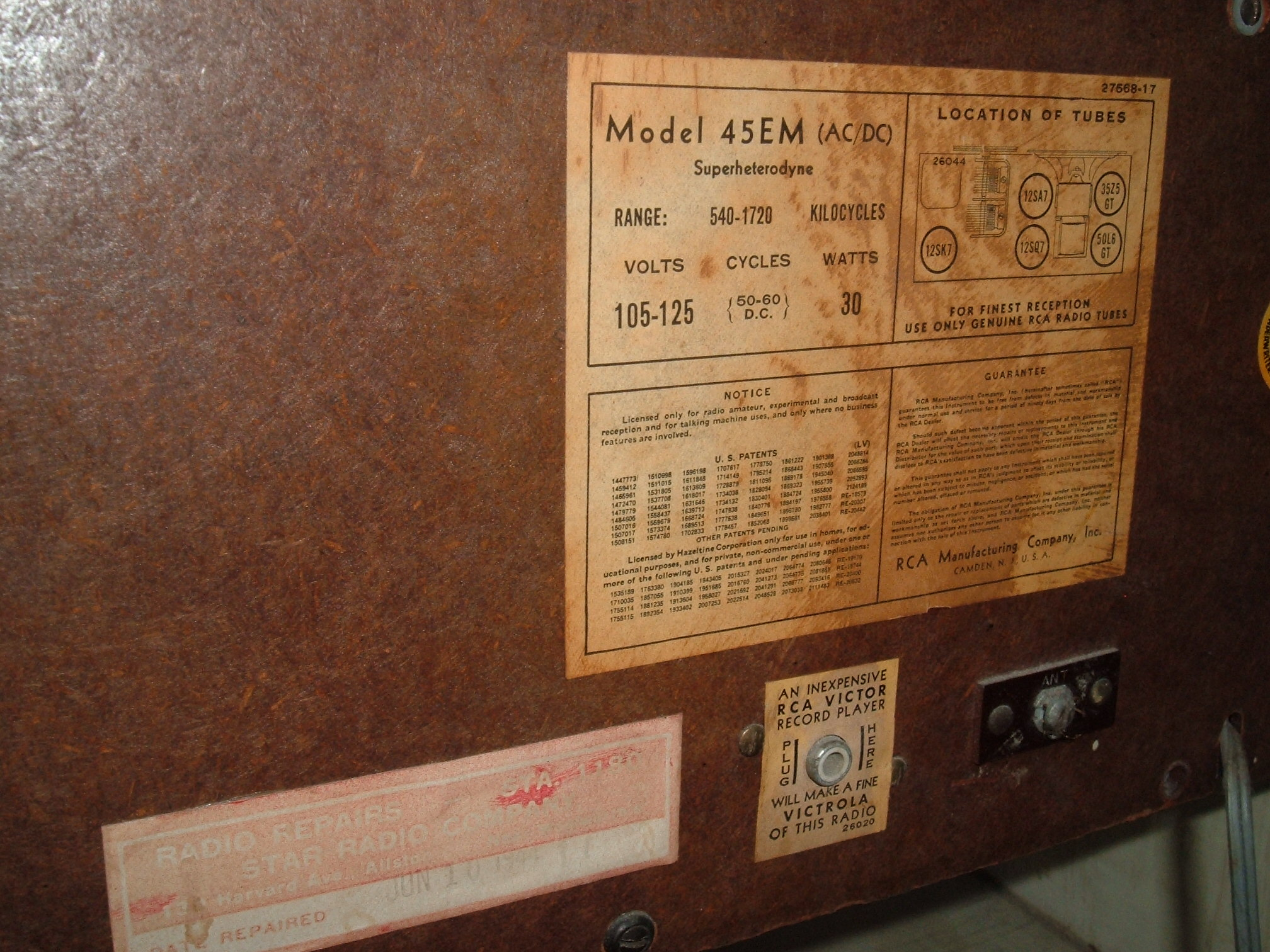
La parte posteriore di una radio AM della RCA del 1940, con connettore RCA per l'aggiunta di un giradischi (visibile in basso al centro tra le scritte "Plug Here").

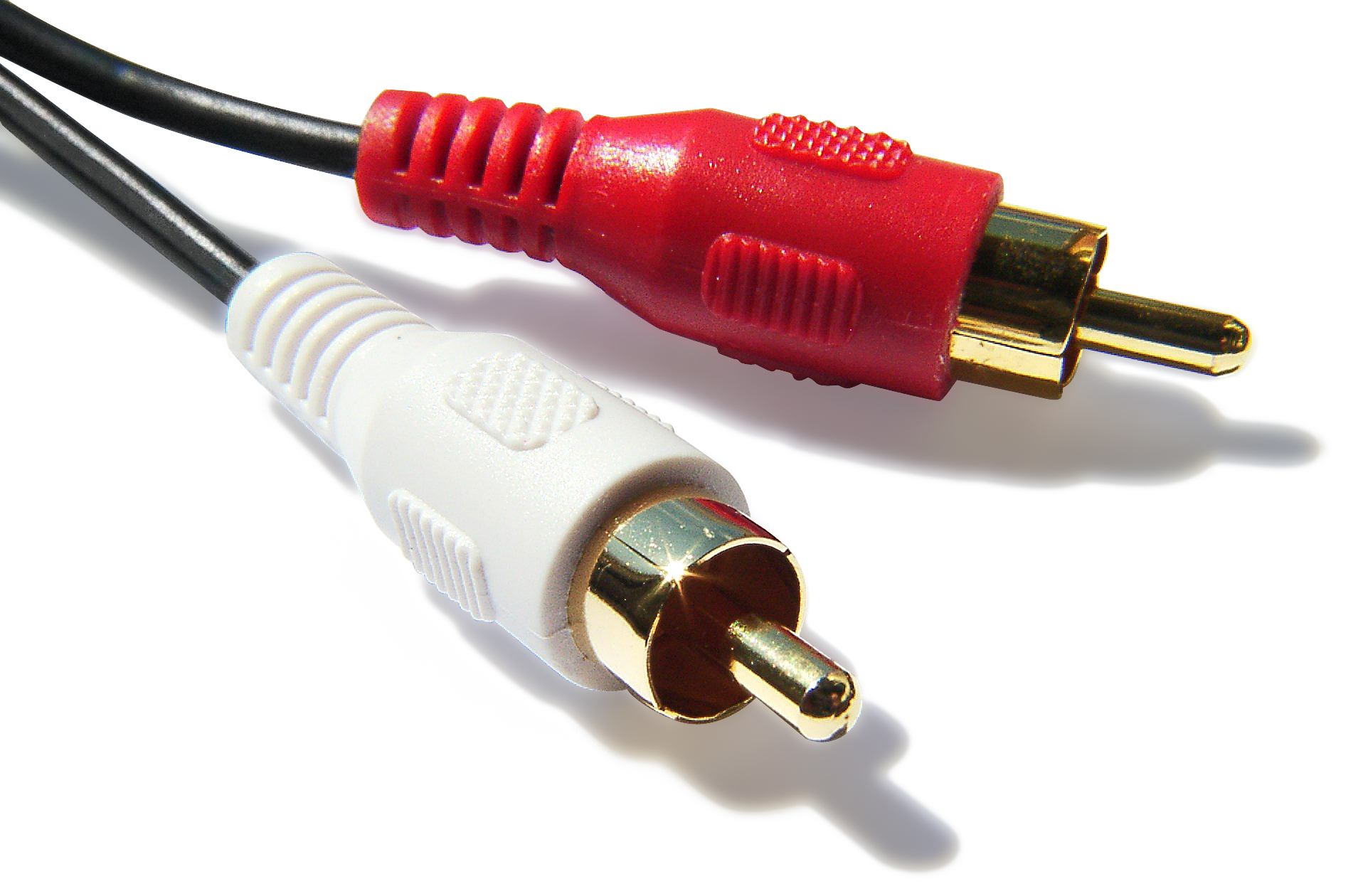
RCA su cavi accoppiati (stereo)

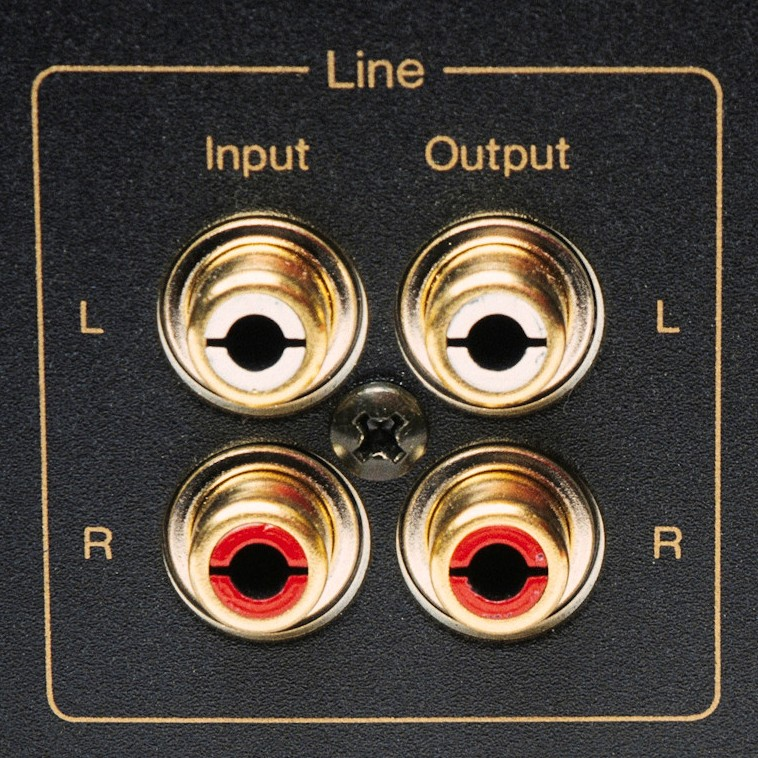
Connettori RCA femmina da pannello.

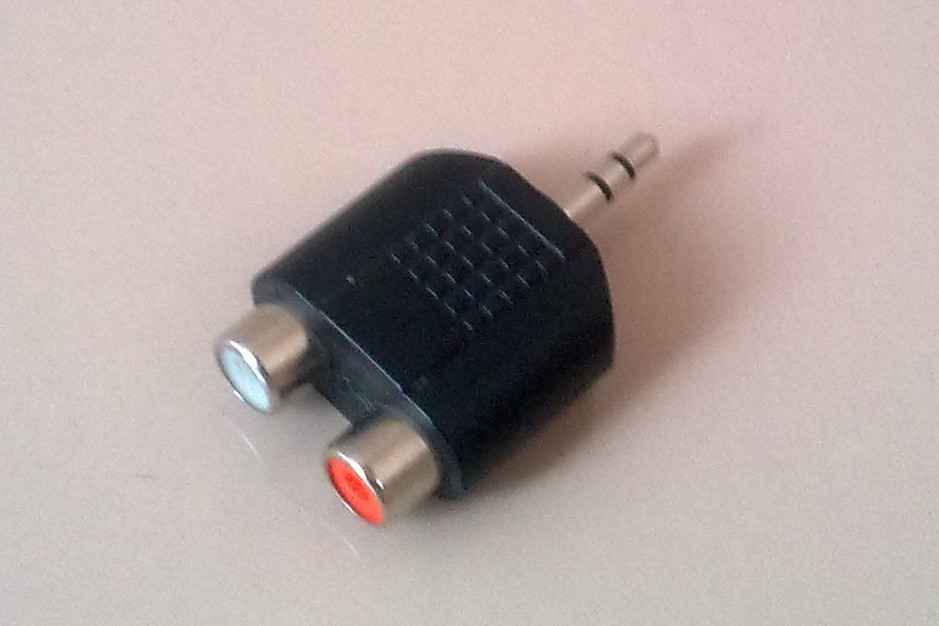
Adattatore stereo da RCA femmina a mini-jack maschio.

Il connettore RCA è di forma cilindrica e dispone di due contatti. Nel maschio il primo contatto è costituito da un perno centrale metallico, attorno ad esso è posto un anello metallico che funge da secondo contatto, generalmente usato come massa. L'anello del connettore maschio presenta un taglio o è segmentato, così da fornire al momento dell'accoppiamento una certa elasticità. Il connettore femmina è costituito da un contatto centrale metallico forato, con attorno un anello di metallo che costituisce il contatto di massa. I contatti di entrambi i connettori, maschio e femmina, sono separati da un isolante di plastica, bachelite o ceramica.
Il bloccaggio della connessione tra maschio e femmina avviene a pressione, sfruttando la piccola differenza tra il diametro interno dell'anello del maschio e l'anello esterno della femmina, quest'ultimo leggermente più largo e lungo. Anche il perno centrale del maschio ha un diametro leggermente maggiore rispetto al foro nel contatto centrale della femmina, in modo da fare presa su di esso.
Il connettore RCA è normalmente usato con segnali elettrici in bassa tensione e corrente, generalmente non oltre i 30 V e 500 mA, sebbene esistano in commercio speciali connettori RCA con alta rigidità dielettrica e portata di corrente.

### Cavi
Nel caso più comune un cavo con connettori RCA è di tipo maschio/maschio, cioè con una spina ad ogni estremità. Un eventuale cavo di prolunga è di tipo maschio/femmina, con presa volante femmina su un'estremità del cavo. Esistono in commercio diverse tipologie di cavi con varie combinazioni di connettore audio, o diversi tipi di adattatore da RCA ad altro tipo di connettore e viceversa.
Il connettore RCA è generalmente cablato su cavo coassiale, se usato per segnali video viene adoperato un cavo con impedenza di 75 ohm. Trasporta un solo segnale elettrico sbilanciato, ovvero un singolo canale analogico (per esempio audio mono). Con tecniche di multiplazione digitale è tuttavia possibile far transitare più canali contemporaneamente, come quando viene utilizzato con l'S/PDIF per trasportare audio stereo o bitstream multicanale (Dolby Digital o DTS) per l'home theater.
Nel cablaggio di apparati audio questo connettore si trova frequentemente in configurazione stereo (due singoli cavi mono accoppiati), permettendo per esempio di collegare un lettore CD o un PC a un amplificatore, in questo caso per distinguere il canale destro dal sinistro i connettori possono essere colorati in modo diverso (vedi "Codifica colori") o con sovraimpressa la dicitura del canale corrispondente.

### Codifica colori
Nei connettori RCA si usa una codifica colori convenzionale per semplificarne il cablaggio, questa codifica però non è sempre rispettata dai vari produttori, in particolare nei cavi RCA stereo i connettori possono essere rosso e bianco, ma anche rosso e nero, grigio o argento e nero o addirittura dello stesso colore e con riportata la sola dicitura L (left, canale sinistro) e R (right, canale destro). La colorazione standard per le varie tipologie di collegamenti è mostrata in tabella:
| Audio analogico                      | Sinistro/Mono                | Bianco    |  |
| Audio analogico                      | Destro                       | Rosso     |  |
| Audio analogico                      | Centrale                     | Verde     |  |
| Audio analogico                      | Surround sinistro            | Blu       |  |
| Audio analogico                      | Surround destro              | Grigio    |  |
| Audio analogico                      | Surround posteriore sinistro | Marrone   |  |
| Audio analogico                      | Surround posteriore destro   | Ocra      |  |
| Audio analogico                      | Subwoofer                    | Viola     |  |
| Audio digitale                       | S/PDIF e/o BITSTREAM         | Arancione |  |
| Video composito analogico            | Composito                    | Giallo    |  |
| Video a componenti analogico (YPbPr) | Y                            | Verde     |  |
| Video a componenti analogico (YPbPr) | Pb                           | Blu       |  |
| Video a componenti analogico (YPbPr) | Pr                           | Rosso     |  |
| Video a componenti/VGA (RGB/HV)      | R                            | Rosso     |  |
| Video a componenti/VGA (RGB/HV)      | G                            | Verde     |  |
| Video a componenti/VGA (RGB/HV)      | B                            | Blu       |  |
| Video a componenti/VGA (RGB/HV)      | H/Sincronismo orizzontale    | Giallo    |  |
| Video a componenti/VGA (RGB/HV)      | V/Sincronismo verticale      | Bianco    |  |

## Utilizzo
Il connettore RCA è usato generalmente in ambito audio nell'elettronica di consumo. In passato il suo uso era anche molto diffuso in ambito video, la tripletta video composito più audio stereo era diffusa in molte apparecchiature audio e video domestiche come: camcorder, videoregistratori, lettori DVD e console per videogiochi.
Questo connettore a volte viene impiegato per l'audio digitale S/PDIF come alternativa alla fibra ottica, oppure come connettore per radiofrequenza, per alimentazione elettrica e in alcuni sistemi Dolby Surround per il collegamento tra i diffusori e l'amplificatore.

## Problematiche
A differenza di connettori audio come lo XLR, nel connettore RCA il polo centrale viene in contatto con l'altro connettore prima della massa, per cui se si effettua la connessione ad apparecchiature accese, nel momento del collegamento/scollegamento possono verificarsi forti ronzii o soffi, è quindi opportuno collegare/scollegare il connettore solo con apparecchiature silenziate (volume al minimo), disattivate o spente.
Il connettore RCA, disponendo di due soli contatti, richiede per ogni segnale analogico un cavo differente, questo in alcuni casi può complicare il cablaggio e in un impianto già moderatamente complesso può portare a un numero di cavi consistente, che diventa ancora più numeroso se si utilizzano anche segnali video a componenti con sei cavi per ogni ingresso e uscita.
I connettori RCA usati per collegamenti di segnale in formato video composito, possono creare problemi di tipo qualitativo dovuti allo scarso adattamento di impedenza.